# Sydøen
43°59′S 170°27′Ø / 43.983°S 170.450°Ø
Sydøen er den største af New Zealands øer. Øens største by er Christchurch.
Selvom Sydøen er den største af de to hovedøer, betragtes Nordøen af mange som værende den vigtigste, da den både huser hovedstaden Wellington, den største by Auckland og langt størstedelen af landets befolkning. 30 km syd for Sydøen ligger New Zealands tredjestørste ø, Stewart Island.
Øens areal er 151,215 km², hvilket gør den til verdens 12. største ø.